# 香港兒童文藝協會
香港兒童文藝協會（英文：Hong Kong Children's Arts Society，縮寫：HKCAS），簡稱「兒協」，創立於1981年11月，是香港最早成立的非牟利兒童文藝團體，創會成員包括何紫、阿濃、嚴吳嬋霞及韋惠英等人，其理事皆為義務工作，並無收取任何酬勞。協會以推廣兒童文學、藝術和教育工作為宗旨，歷年舉辦多元化的兒童文藝活動，開拓兒童的精神生活。自1987年起與上海中國福利會合作，於滬港兩地輪流舉辦「滬港兒童文學研討會」。1995至2015二十年間，每年與香港公共圖書館合辦「學生中文故事創作比賽」，並自2001年起恆常合辦「兒童文學創作坊」（後改稱為「兒童文藝創作坊」）。

## 歷任會長
1. 何紫（1981－1985，榮譽會長，第一、二屆）
2. 阿濃（1986－1989，第三、四屆）
3. 嚴吳嬋霞（1990－1993，第五、六屆）
4. 莫鳳儀（1994－1999，第七、八、九屆）
5. 潘明珠（2000－2003，第十、十一屆）
6. 孫觀琳（2004－2009，第十二、十三、十四屆）
7. 黃東濤（東瑞）（2010－2013，第十五、十六屆）
8. 宋詒瑞（2014－2017，第十七、十八屆）
9. 何巧嬋（2018－2021，第十九、二十屆）
10. 何紫薇（2022－現屆，第廿二屆）

## 外部連結
- 香港兒童文藝協會官方網頁 （页面存档备份，存于）
- 香港兒童文藝協會成立四十週年歷史回顧影片 （页面存档备份，存于）

## 其他資料
- 《那些溫馨的日子》，香港兒童文藝協會主編，2006年出版
- 《香港百人童年》, 香港兒童文藝協會出版，2021年出版